# Kang, o Conquistador
Kang, o Conquistador (Kang the Conqueror) é um dos personagens do Universo Marvel. Suposto descendente de Nathaniel Richards, pai de Reed Richards, ele também pode ser considerado uma das contrapartes futuras do líder do Quarteto Fantástico, embora haja especulações de que na verdade ele seja parente do Doutor Destino, como sugerido em uma de suas primeiras histórias. Inimigo dos Vingadores e do Quarteto Fantástico, ele também é um déspota temporal. Sua versão jovem se tornou o Rapaz de Ferro, dos Jovens Vingadores.

## História

### Quarteto Fantástico
A história de Kang começa em uma Terra alternativa do futuro, diferente da Terra 616, lar dos super-heróis Marvel originais. Identificada como Terra alternativa 6311, com uma história na qual não houve a Idade Média. Assim, o pouso na Lua teria ocorrido em meados do ano 900 d.c., mil anos antes do que o ocorrido na Terra 616. Mas essa conquista resultou em uma grande guerra da colônia lunar com os habitantes da Terra, que acabou na desintegração da Lua e a regressão da Humanidade a um longo período primitivo. Foi essa situação caótica que o pai de Reed Richards, Nathaniel Richards, encontrou ao chegar ao planeta no ano 3025 de sua história. Determinado a ajudar o planeta a voltar ao período de paz, ele usou seu conhecimento científico nessa empreitada, mas foi enganado pelos habitantes, que não queriam a paz mas prolongar as guerras com as diversas tribos. Ficou conhecido como o Senhor da Guerra até que o Quarteto Fantástico o encontrasse e o levasse de volta ao passado, após garantir o restabelecimento da paz que tanto desejava Nathaniel.
O ser que se tornaria Kang encontrou o aparato científico deixado por Nathaniel e construiu uma máquina do tempo em forma de Esfinge, retornando ao antigo Egito, onde adotou o nome de faraó Rama-Tut. Seu reinado terminou quando o Quarteto Fantástico viajou no tempo usando a máquina do tempo do Doutor Destino, e o derrotou, forçando-o a retornar a seu tempo. Nessa viagem ele encontrou acidentalmente o Doutor Destino (consequência de um fenômeno chamado de Tempestade Temporal), que o inspirou a adotar uma armadura parecida. Inicialmente ele se tornou o Centurião Escarlate e enganou os Vingadores da Terra 689, mas foi vencido pelos Vingadores da Terra 616. Esse evento fez com que surgissem diversas realidades alternativas, nas quais o Centurião Escarlate enfrentou o Esquadrão Supremo e os X-Men. Depois disso ele passou a se chamar de Kang, o Conquistador.

## Em outras mídias

### Televisão
- Rama-Tut aparece em um episódio homônimo da série animada do Quarteto Fantástico de 1967, dublado por Mike Road.[1]

- Kang, o Conquistador, aparece no episódio "Kang" da série de animação The Avengers: United They Stand, dublado por Ken Kramer. No século 41, o tirânico Kang é derrubado por uma revolução e aprisionado entre as dimensões, com um obelisco como seu único meio de fuga. Depois de ser acidentalmente libertado, Kang luta contra os Vingadores, mas o Homem-Formiga o engana para pegar uma bomba presa ao obelisco, com a explosão resultante prendendo Kang permanentemente entre as dimensões mais uma vez.

- Rama-Tut faz uma aparição especial sem falar na série animada X-Men: Evolution durante as origens de Apocalipse.

- Kang, o Conquistador, aparece na série animada Os Vingadores: Os Super-Heróis mais Poderosos da Terra, dublada por Jonathan Adams.[2] Apresentado no episódio "Meet Captain America", a linha do tempo de Kang é retroativamente apagada da existência devido a uma anomalia temporal, que deixa sua amante, a Princesa Ravonna, em coma após ser pega nele. Kang rastreia a perturbação até a presença do Capitão América no século 21, e no episódio "The Man Who Stole Tomorrow", lança um ataque contra os Vingadores, levando-os ao futuro para mostrar a devastação que ele afirma que o Capitão América causa. No entanto, Homem de Ferro consegue obter acesso à cadeira de tempo de Kang e transporta todos de volta. Ferido e derrotado, Kang foge para sua nau capitânia, o Dâmocles, e se prepara para conquistar a Terra com sua armada. No episódio "A Dinastia Kang", os Vingadores lançam um ataque contra ele, embarcando no navio e mandando a maior parte da armada de volta ao século 41. Antes que eles possam devolver a nave de Kang, a Vespa chega e explica o que aconteceu com Ravonna, então a equipe tenta salvá-la. No episódio "Novos Vingadores", o Conselho de Kangs liberta o Kang original da prisão e fornece a ele uma nova armadura, que ele usa para assumir o controle da Torre Stark então ele pode usar seu reator de arco para trazer sua cidadela ao século 21, causando incidentalmente "ondulações no tempo" em Nova York e espalhando os Vingadores ao longo do tempo. Em resposta, o Protocolo dos Novos Vingadores é ativado e o Homem-Aranha, Máquina de Combate, Wolverine, Coisa, Luke Cage e Punho de Ferro unem forças para derrotar Kang, expulsando-o do fluxo do tempo e devolvendo os Vingadores originais ao presente enquanto o S.W.O.R.D. reaproveita o Dâmocles como seu quartel-general. Kang e Ravonna também aparecem em uma edição da história em quadrinhos da série.

- Kang aparece na série animada Avengers Assemble,[3] dublado por Steve Blum.[2] No episódio "The Conqueror", A.I.M constrói um portal do tempo e usa-o para roubar a tecnologia futura de Kang para que eles possam atualizar a si mesmos e a seu associado Whiplash. Quando o Homem de Ferro acidentalmente termina no tempo de Kang, os dois lutam brevemente antes de retornar ao presente. Kang mais tarde retorna com seu navio, o Dâmocles, enquanto os Vingadores trabalham para impedi-lo de disparar um mega-canhão e aniquilar Manhattan. Enquanto eles conseguem desativá-lo, Kang leva o navio e a maioria dos Vingadores de volta ao século 30. No episódio "Into the Future", os Vingadores encontram um futuro grupo de rebeldes que se opõe a Kang. O Capitão América mais tarde tem um confronto com ele e viaja para vários pontos no tempo com ele antes que Kang fique preso no passado. No episódio de duas partes "Avengers No More", Kang se torna um membro da Cabal e auxilia o Líder em uma trama para espalhar os Vingadores no tempo e no espaço. No episódio "The Once and Future Kang", Kang recruta Falcone fornece a ele uma armadura aprimorada para consertar uma ondulação temporal antes que destrua seu tempo. Mais tarde, ele confronta, mas é derrotado por Falcão, Visão e a Vespa. No episódio "Resolução de Ano Novo", Kang tenta eliminar Howard Stark e Peggy Carter em uma tentativa de negar a existência do Homem de Ferro em 2020 , mas seus alvos são trazidos ao presente e unem forças com o Homem de Ferro e o Capitão América para salvar os timestream. Kang tenta eliminar seus quatro inimigos, apenas para ser interrompido pelo Homem de Ferro.

- Kang aparece na série de anime Marvel Future Avengers, dublada por Jiro Saito na versão japonesa e por Steve Blum na dublagem em inglês.[2] Esta versão é o líder dos Mestres do Mal e o cérebro por trás do Projeto Chuva Esmeralda, que deu aos adolescentes Makoto e Bruno seus poderes.

### Filmes

#### Universo Cinematográfico Marvel
- Jonathan Majors interpreta Kang no Universo Cinematográfico Marvel.
  - O personagem foi introduzido como "Aquele que permanece" no último episódio da primeira temporada da série Loki.
  - Kang é o vilão principal de Homem-Formiga e a Vespa: Quantumania, que também revela uma aliança entre as variantes de Kang ao longo do multiverso.[4]
  - A cena pós-créditos de Quantumania revela Loki e Mobius M. Mobius descobrindo no século 19 Victor Timely, uma variante de Kang introduzindo tecnologia futurista na Inglaterra vitoriana. Timely retornou na segunda temporada de Loki como um professor que inventou uma tecnologia futurista no século 19 devido a uma cópia do manual da TVA.

### Jogos
- Kang aparece como um chefe e personagem jogável desbloqueável no jogo do Facebook Marvel Avengers Alliance.[5]
- Kang aparece como um chefe em Marvel Contest of Champions.
- Kang aparece como um chefe e personagem jogável em Lego Marvel Super Heroes 2, dublado por Peter Serafinowicz. Ele captura locais específicos no tempo e no espaço para formar Chronópolis e depois engana os Vingadores para derrotar o Homem-Coisa para que ele possa destruir o Nexus de Todas as Realidades. Durante a batalha final, o Capitão América derrota Kang e Ravonna usa seu cristal de tempo para regredi-lo a uma criança. Nos pós-créditos, um idoso Kang se junta a Ravonna, Cosmo, o Cão Espacial, Homem-Coisa e a Inteligência Suprema para alertar o Capitão América, o Capitão Marvel e o Homem de Ferro de uma nova ameaça.
- Kang aparece como um personagem jogável desbloqueável no jogo Marvel Puzzle Quest.[6]

### Música
A banda Ookla the Mok colocou uma música com o personagem Kang em seu álbum de 2013 vs. Evil.